# Brianna Turner
Brianna Turner (ur. 5 lipca 1996 w Pearland) – amerykańska koszykarka występująca na pozycji silnej skrzydłowej, obecnie zawodniczka Adelaide Lightning, a w okresie letnim – Phoenix Mercury w WNBA.

## Osiągnięcia
Stan na 29 stycznia 2022, na podstawie, o ile nie zaznaczono inaczej.

### NCAA
- Mistrzyni:
  - NCAA (2018)
  - turnieju konferencji Atlantic Coast (ACC – 2015–2017, 2019)
  - sezonu regularnego ACC (2015–2019)
- Wicemistrzyni NCAA (2015, 2019)
- Uczestniczka rozgrywek:
  - NCAA Final Four (2015, 2018, 2019)
  - Elite 8 turnieju NCAA (2015, 2017–2019)
  - Sweet 16 turnieju NCAA (2015–2019)
- Najlepsza pierwszoroczna zawodniczka:
  - NCAA (2016 według Full Court Press)
  - ACC (2016)
- Defensywna zawodniczka roku ACC (2016–2019)
- Zawodniczka roku konferencji ACC (2017)
- Zaliczona do:
  - I składu:
    - All-American (2017 przez Associated Press, Sports Illustrated, WBCA, USBWA, kapitułę John R. Woodena, , 2018 przez WBCA, USBWA)
    - Senior CLASS All-American (2019)
    - NCAA Final Four (2016)
    - debiutantek:
      - All-American (2016 według Full Court Press)
      - ACC (2016)

    - ACC (2016–2018)
    - WBCA All-Region Team (2016–2018)
    - defensywnego ACC (2016–2019)
    - turnieju ACC (2016, 2017)

  - II składu:
    - All-American (2017 przez EspnW, 2018 przez Associated Press, EspnW)
    - ACC (2018, 2019)

  - III składu All-American (2016 przez Full Court Press)
  - składu honorable mention All-American (2016 przez WBCA, Associated Press)
- Liderka:
  - NCAA skuteczności rzutów z gry (65,2% – 2015)
  - ACC w:
    - blokach (3 – 2016, 2,46 – 2017)
    - skuteczności rzutów z gry (2015, 59,3% – 2016, 61,9% – 2017)

### WNBA
- Zaliczona do I składu:
  - debiutantek WNBA (2019)[3]
  - defensywnego WNBA (2020[4], 2021)[5]

### Indywidualne
- Zaliczona do I składu WNBL (2020)
- Liderka WNBL w blokach (2020)

### Reprezentacja
- Mistrzyni:
  - świata:
    - U–19 (2013)
    - U–17 (2012)
    - 3x3 U–18 (2012, 2013)

  - Ameryki U–18 (2014)